# The Nanny Diaries
The Nanny Diaries is een komisch filmdrama uit 2007 onder regie van Shari Springer Berman en Robert Pulcini. De film is gebaseerd op het boek van Nicola Kraus en Emma McLaughlin.

## Verhaal
Annie Braddock (Scarlett Johansson) studeert af in handel met een minor in antropologie. Judy (Donna Murphy), haar alleenstaande moeder, van beroep een verpleegster, is zo trots als een pauw en kan niet wachten tot haar dochter aan haar carrière in de zakenwereld begint, zodat die een welvarender leven kan gaan leiden dan zijzelf. Annie zelf twijfelt en wanneer haar tijdens haar sollicitatiegesprek bij Goldman Sachs gevraagd wordt wie Annie Braddock is, weet ze het antwoord niet en stormt ze onverrichter zake naar buiten.
Als Annie door het park loopt om na te denken, ziet ze dat het vierjarige jongetje Grayer (Nicholas Art) bijna aangereden wordt door een onoplettende man op een segway. Met een snoekduik duwt ze het mannetje weg voor het daadwerkelijk tot een botsing komt. Zijn moeder (Laura Linney), die ze de rest van de film Mrs. X noemt, komt haar blij bedanken. Zij blijkt de echtgenote van een rijke zakenman uit de Upper East Side. Door een spraakverwarring (Annie-nanny) denkt ze dat Annie een kinderjuffrouw is en geeft deze haar kaartje met het nadrukkelijke verzoek contact op te nemen.
Hoewel Annie de vluchtigheid van Mrs. X in eerste instantie maar raar vindt, besluit ze om het gewoon te doen en een tijd Grayers kindermeisje te worden, zodat ze zelf kan nadenken over wat ze met haar leven wil. Eenmaal daar valt ze van de ene verbazing in de andere over hoe de mensen in de Upper East Side leven en met name over hoe oppervlakkig ze met elkaar en hun eigen families omgaan. Binnen de kortste keren is ze het cement dat de familie 'X' bij elkaar houdt, hoewel deze haar behandelen als iemand van een inferieure klasse mensen. Annie besluit deze mensen tot onderwerp te maken van een antropologische studie en alle schofferingen en kleineringen die haar ten deel vallen zo goed en zo lang mogelijk te doorstaan. Daarbij probeert ze ervoor te zorgen dat haar moeder niet te weten komt wat ze doet, omdat die dan zeker teleurgesteld zal zijn...

## Rolverdeling
| Acteur             | Personage               |
| ------------------ | ----------------------- |
| Scarlett Johansson | Annie Braddock          |
| Laura Linney       | Mevrouw X (Alexandra)   |
| Paul Giamatti      | Meneer X                |
| Nicholas Art       | Grayer                  |
| Chris Evans        | Harvard Hottie (Hayden) |
| Alicia Keys        | Lynette                 |
| Donna Murphy       | Judy                    |
| Julie White        | Jane Gould              |